# Золотой ключик (фильм, 1939)
«Золото́й клю́чик» — художественный игровой фильм, созданный по мотивам одноимённой пьесы Алексея Толстого в 1939 году. 
Вышел на экраны 1 июля 1939 года.

## Сюжет
Сказка о приключениях вырезанной из полена шарманщиком Карло деревянной куклы. Буратино переживает удивительные приключения и побеждает всех своих врагов. Многие сюжетные линии оригинальной пьесы отличаются от повести «Золотой ключик, или Приключения Буратино». В соответствии с пьесой снят и финал фильма. Буратино и его друзья открывают золотым ключиком заветную дверь, добираются до волшебной книги и на сошедшем с её страниц воздушном корабле отправляются вместе с советскими полярниками в страну, где «все дети учатся в школах, и славно живут старики».

## В ролях
| Персонаж                   | Оригинальный исполнитель (1939)           |                  |
| -------------------------- | ----------------------------------------- | ---------------- |
| Карабас-Барабас            | Александр Щагин                           |                  |
| Дуремар                    | Сергей Мартинсон                          | Сергей Мартинсон |
| Буратино                   | Ольга Шаганова-Образцова                  |                  |
| Папа Карло                 | Георгий Уваров / Анатолий Орфёнов (вокал) |                  |
| Капитан воздушного корабля | Николай Боголюбов                         |                  |
| Джузеппе                   | Михаил Дагмаров                           |                  |
| Мальвина                   | Тамара Адельгейм                          |                  |
| Пьеро                      | Раиса Хаирова                             |                  |
| Сандро, корчмарь           | Николай Мичурин                           |                  |
| Базилио                    | Кирилл Никифоров                          |                  |
| Алиса                      | Валентина Покорская                       | Юлия Юльская     |
| Полицейский                | Василий Краснощёков (нет в титрах)        |                  |
| Клоун на сцене             | Георгий Милляр (нет в титрах)             |                  |
| Продавец сластей           | Павел Рожицкий (нет в титрах)             |                  |
|                            | Вениамин Гут (нет в титрах)               |                  |

## Съёмочная группа
- Авторы сценария: Алексей Толстой, Людмила Толстая, Николай Лещенко
- Режиссёр: Александр Птушко
- Оператор: Николай Ренков
- Художник: Юрий Швец
- Композитор: Лев Шварц
- Звукооператор: А. Бондарев
- Кукловоды: С. Зонненбург, А. Васильева, К. Никифоров, В. Покорская, Ф. Тихонова
- Художник кукол и костюмов: Валентин Кадочников
- Художник-гримёр: В. Шишков
- Монтаж: В. Массино
- Автор песен: Михаил Фроман
  - Дирижёр: Василий Ширинский
- Директор картины: М. Бердичевский

## Музыка и песни
- Далёко, далёко за морем (сл. М. Фроман, муз. Л. Шварц), исполняет Анатолий Орфёнов

## Производство
Сцены с участием персонажей-кукол, в том числе и с самим Буратино, снимались с применением как классической покадровой трёхмерной анимации (это были в основном сцены, где Буратино взаимодействует с Шушарой, Тортилой, Алисой и Базилио, где их всех изображали куклы), так и метода перспективного совмещения (в сценах с Карабасом-Барабасом, Папой Карло и другими человеческими персонажами игравшие их актёры для соответствия масштаба находились гораздо ближе к камере, чем актёры, игравшие кукол). В ряде сцен Буратино изображала кукла-марионетка.
В книге «Золотой ключик. Записки Буратино» Ольга Шаганова-Образцова рассказала, что не изображала куклу, а сама стала ей. Зрители не догадывались, что это живой человек. Нужно было прежде всего изменить пропорции. На актрису надели маску, вернее — целую голову из папье-маше. Обзор не совпадал с глазами Ольги, и чтобы она могла видеть, на щеках маски были проделаны дырки, затянутые марлей. Необходимо было замаскировать всё, что только могло бы выдать человека. Женщину одели в фанерный футляр, превратив в «бревно», на руки и ноги натянули трико, раскрашенное под дерево, а на коленях и локтях наклеили чёрные бархатные шарниры. На ступни надели огромные туфли, а на кисти рук — картонные перчатки. В начале казалось физически невозможным двигаться в этом наряде. Ольга ничего не видела сквозь щёлочки маски и всё время на что-нибудь натыкалась, деревянный корсет больно резал своими краями, длинные туфли мешали ходить. Самой главной задачей было преодолеть всё и научиться двигаться, ходить, танцевать, прыгать так, чтобы оправдать превращение и она была бы куклой не только по виду, но и по поведению — озорной, весёлой, деревянной Буратино. Проблема состояла и в том, что герой должен быть совсем маленьким: по колено папе Карло, не больше 50 см. Рост актрисы — 1 м 65 см, маска на голове увеличивает на 10 см, итого получается 1 м 75 см. Лишние 125 см можно исключить, поскольку на экране рост человека определяется по отношению к окружающим предметам. Для артистов, играющих кукол, все объекты сделали очень большими: лестницы, табуретки, столы, котёл над очагом. Когда сняли первые пробные кадры, Шаганова-Образцова не узнала себя: ходила маленькая кукла, а предметы казались нормального размера. Ещё одна сложность возникла, когда Буратино находился рядом с живыми людьми — папой Карло и Карабасом-Барабасом, которые всегда должны быть больше. И здесь на помощь пришло оптическое совмещение, благодаря режиссёру Птушко.

## Вторая редакция
В 1959 году, спустя 20 лет, фильм заново переозвучен. Новая музыкальная дорожка была сыграна под руководством дирижёра Альгиса Жюрайтиса.
- В самом начале присутствует логотип «Мосфильма»;
- У Буратино изменился тембр голоса. Причём если в оригинальной редакции голос Ольги Образцовой был записан вчистую, то в новой редакции голос Георгия Вицина подвергся обработке в виде ускорения;
- В имени папы Карло персонажи теперь ставят ударение на первый слог;
- Для последнего куплета финальной песни был написан новый текст;
- Были изменены некоторые реплики, которые в оригинальной редакции были прямыми цитатами из книги.

## Оценки фильма
Режиссёр-мультипликатор И. П. Иванов-Вано писал: «Мастерству комбинированных съёмок в этом фильме удивлялись не только рядовые зрители, но и многие специалисты. Недаром же „Золотой ключик“ в дальнейшем стал „настольной книгой“, наглядным пособием не только для операторов комбинированных съёмок, но и для всех любителей мультипликации».
Киновед Нина Спутницкая описала процесс создания фильма и оценила его следующим образом: «Этот фильм по сей день остаётся примером филигранной работы по оптическому совмещению в кадре большого человека и маленькой куклы».

## Выпуск на видео
С начала 1990-х годов фильм выпущен на видеокассетах VHS, также на DVD. На DVD изданы обе версии фильма — оригинальная (1939) и переозвученная (1959).